# Le Joueur (roman)
Pour les articles homonymes, voir Le Joueur.
Le Joueur (en russe : Игрок) est un roman court de l'écrivain russe Fiodor Dostoïevski paru en 1866. 
Rédigé dans l'urgence, le roman a été dicté en vingt-sept jours à Anna Grigorievna Snitkina. Pressé par son éditeur Stellovski, à qui il avait promis ce roman, contemporain de Crime et Châtiment, Dostoïevski en a néanmoins fait une œuvre marquante.

## Contexte d'écriture
Ce court roman composé de 17 chapitres est écrit entre les parties V et VI de Crime et Châtiment, en automne 1866. C’est par ailleurs le premier roman qu’il dicta. 
C’est dans un état de grande anxiété qu’il rédige Le Joueur du fait de sa collaboration avec l’éditeur crapuleux Stellovski. En effet celui-ci lui ayant acheté les droits du futur roman pour peu, a fait signer à Dostoïevski un contrat léonin, comportant une clause qui engage le romancier à rendre le roman pour le 1er novembre 1866. Il ne lui reste donc plus que 27 jours pour écrire le roman, sinon  « libre à lui, Stellovski, d’éditer pendant 9 ans comme il le voudrait tout ce que j’écrirai sans avoir à me verser de gratification ».
Le 31 octobre de la même année, Dostoïevski  se présenta chez l’éditeur, respectant donc les engagements. L’éditeur, avide du gain que lui procurerait le non-respect du contrat, indiqua à un de ses employés de l’annoncer absent pour quelques jours. Dostoïevski ne pouvant se résoudre à accepter les conditions qui l’engageaient, alla déposer son manuscrit dans un commissariat afin de dater le roman au 31 octobre 1866 aux yeux de l’État.

## Personnages principaux
- Alexeï Ivanovich : précepteur des enfants du général. Il est fou amoureux de Paulina qui le méprise.
- Le Général : veuf, il est amoureux de Blanche et veut l'épouser mais pour cela il a besoin d'argent et donc d'hériter de sa tante.
- Blanche du Placet alias de Cominges : demi-mondaine française riche. Cupide, elle veut épouser un homme riche.
- Paulina : belle-fille du général. Elle a été éprise de De Grieux et semble mépriser l'amour que lui porte Alexei tout au long du roman. Elle est très fière de nature.
- De Grieux : Français à qui le général doit beaucoup d'argent.
- La Grand-mère : tante du Général. Ce dernier attend sa mort pour pouvoir toucher l'héritage et ainsi rembourser De Grieux et épouser Blanche.
- Mr Astley : anglais plutôt discret. Ami de Alexei et probablement amoureux de Paulina.

## Résumé
L'action se déroule à Roulettenbourg, une ville d'eau imaginaire d'Allemagne, dont le casino attire de nombreux touristes. Le narrateur, Alexeï Ivanovitch, qui vient d'arriver, ne possède rien ; il est précepteur dans une famille hétéroclite composée d'un général vieillissant amoureux fou de Mademoiselle Blanche, une jeune demi-mondaine française, des deux jeunes enfants dont il est le maître et de Paulina Alexandrovna, jeune fille dont Alexeï Ivanovitch est follement amoureux. Autour d'eux évoluent également Mr Astley, un riche Anglais franc, honnête et timide également amoureux de Paulina, et le marquis des Grieux, Français pique-assiette aimé de Paulina. Cette famille est au bord de la ruine et attend la mort de la Baboulinka pour en percevoir l'énorme héritage.
La tante du général débarque à l'improviste, à la totale surprise de sa famille, comme une apparition relevant ni plus ni moins du fantastique, en plein milieu du roman. Cette dernière a bien conscience des manigances du général et en visitant le casino devient dépendante au jeu.  Le narrateur commence alors à jouer pour la Baboulinka ainsi que pour Paulina, à qui il a promis une totale dévotion et obéissance. Il le fait à contrecœur, car ce n'est pas ainsi qu'il en avait décidé : il est convaincu que lorsqu'il se mettra à jouer pour lui-même, il gagnera. Et il gagne, pour son plus grand malheur.
Il offre ses gains à Paulina, qui le repousse. Il part alors à Paris avec Mademoiselle Blanche, qui dépense tout son argent. Il finit valet, atteint par le virus du jeu, et espère se refaire. Il croise alors Mr. Astley qui lui apprend la mort du général et que Paulina est en Suisse et l'a en fait toujours aimé. Astley donne alors une petite somme d'argent au narrateur qui la dépensera pour jouer à la roulette.

## Aspects autobiographiques
Si Le Joueur n'est pas le roman le plus important de Fiodor Dostoïevski, il permet néanmoins de mettre en lumière des aspects importants de la personnalité de l'écrivain russe, le roman comporte également une satire des sociétés européennes, quelles qu'elles soient, et notamment, les sociétés juive, polonaise et française, présentées comme des opportunistes qui ne vivent que pour l'argent. En effet, Dostoïevski fut, comme son personnage principal, un joueur compulsif qui perdit des sommes considérables à la roulette dans les villes d'eaux allemandes, suisses ou françaises. Pendant des années, le romancier ne parvint pas à se défaire de ce que lui-même nommait une maladie et ce n'est qu'en 1871 qu'il renonça à la roulette. Le roman constitue donc une analyse implacable de l'addiction au jeu, à un moment où l'auteur était lui-même en pleine crise.
Autre aspect autobiographique du roman, Alexeï Ivanovitch est amoureux de Paulina, comme Dostoïevski le fut de Pauline Souslova, qui fut sa maîtresse, avant qu'il n'épouse Anna Grigorievna Snitkina, la jeune femme qui prit en sténo la rédaction du roman. 
Le Joueur est aussi l'occasion pour Dostoïevski de fustiger les nations européennes qu'il détestait, en particulier la France  et l'Allemagne, en dressant d'elles des portraits acides. C'est là toute l'ambiguïté du récit : si le romancier analyse implacablement sa maladie du jeu et la dénonce, son protagoniste n'en est pas moins l'occasion de vanter le caractère russe, qui vit de passion, plutôt que de se livrer à des calculs froids, tels que sont supposés le faire les personnages issus de l'Europe occidentale.

## Citations
- « Pour moi, j’aimerais mieux errer toute ma vie et coucher sous la tente des Khirghiz que de m’agenouiller devant l’idole des Allemands[7]. »

- « La négligence des Russes n’est-elle pas plus noble que la sueur honnête des Allemands[7] ? »

- « J’aime mieux me vautrer comme un Russe, ou m'enrichir à la roulette. Je ne veux pas, moi, devenir un Hoppe et Cie dans cinq générations. Moi, l'argent, je le veux pour moi-même, et je ne me considère pas comme une part indispensable et indivisible du capital[8]. »
- « Vous avez raison, l’homme aime toujours à voir son meilleur ami humilié devant lui, et c’est sur cette humiliation que se fondent les plus solides amitiés »

## Adaptations à l'écran
Le roman a également fait l'objet de nombreuses adaptations au cinéma ou à la télévision :
- Die rollende Kugel, film muet allemand sorti en 1919, réalisé par Rudolf Biebrach sur un scénario de Henrik Galeen, avec notamment Martha Angerstein dans le rôle de Pauline Sagorianskij ;
- Le Joueur (version française du film Der Spieler), film franco-allemand sorti en 1938 et réalisé par Gerhard Lamprecht et Louis Daquin, avec dans les rôles principaux Pierre Blanchar (Alexeï Nikitine) et Viviane Romance (Blanche du Placet) ;
- Passion fatale (The Great Sinner), film américain sorti en 1949 et réalisé par Robert Siodmak sur un scénario de Ladislas Fodor, Christopher Isherwood et René Fülöp-Miller, avec dans les rôles principaux Gregory Peck (Fédor dit Fedja), Ava Gardner (Pauline Ostrovsky) et Melvyn Douglas (Armand de Glasse) ;
- Le Joueur, film français sorti en 1958, réalisé par Claude Autant-Lara sur un scénario de Jean Aurenche, Jean Boyer et Pierre Bost, avec dans les rôles principaux Gérard Philipe (Alexeï Ivanovitch) et Liselotte Pulver (Pauline Zagorianski) ;
- Le Joueur, téléfilm français initialement diffusé en 1962, réalisé par François Gir sur un scénario d'André Charpak, avec dans les rôles principaux André Charpak (Alexis) et Huguette Hue (Pauline) ;
- Le Flambeur (The Gambler), film américain sorti en 1974, réalisé par Karel Reisz sur un scénario de James Toback, avec dans les rôles principaux James Caan (Axel Freed), Paul Sorvino (Hips) et Lauren Hutton (Billie) ;
- Le Joueur (The Gambler), film britannique sorti en 1997, réalisé par Károly Makk sur un scénario de Katharine Ogden, Charles Cohen et Nick Dear, avec dans les rôles principaux Michael Gambon (Fiodor Dostoïevski), Polly Walker (Polina) et Dominic West (Alexeï).

Le contexte d'écriture du roman fait l'objet du film d'Alexandre Zarkhi, Vingt-six jours de la vie de Dostoïevski (1981).